# (2456) Паламед
(2456) Паламед (др.-греч. Παλαμήδης) — довольно крупный троянский астероид Юпитера, двигающийся в точке Лагранжа L4, в 60° впереди планеты. Астероид был открыт 30 января 1966 года в китайской обсерватории Цзыцзиньшань в Нанкине и назван в честь Паламеда, одного из участников троянской войны со стороны греков.

Орбита астероида Паламед и его положение в Солнечной системе
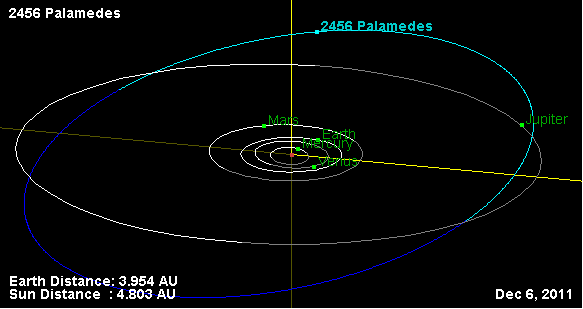
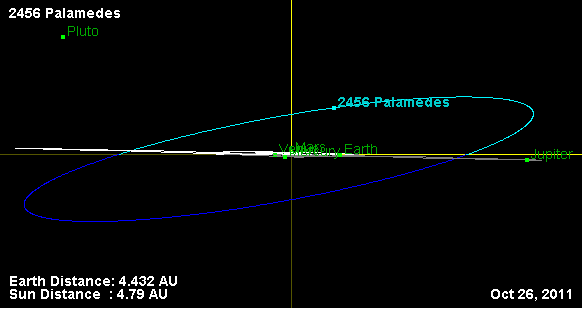